# Монте-Касерос (Корриентес)

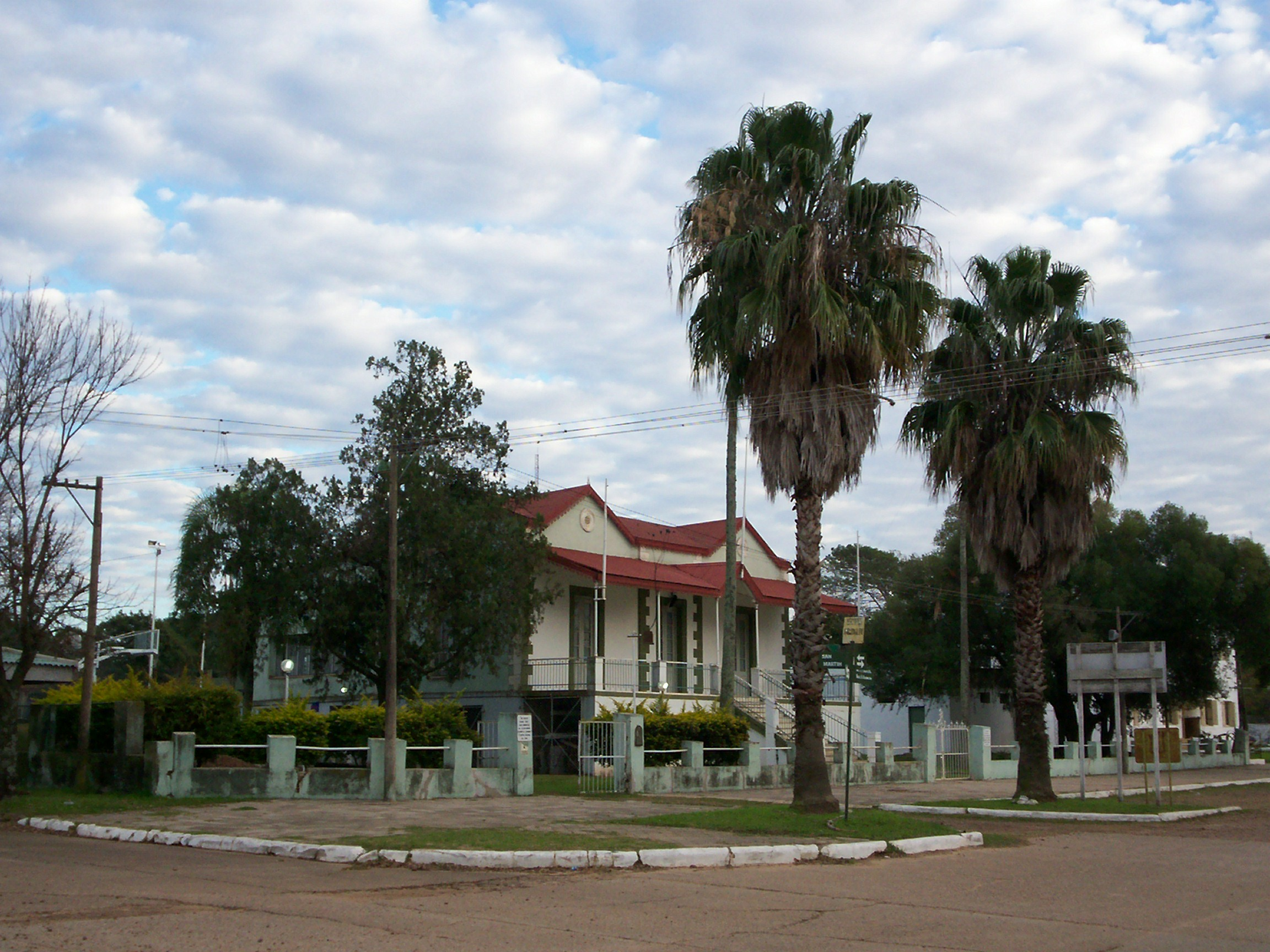

Монте-Касерос (исп. Monte Caseros) — город в Аргентине на юго-востоке провинции Корриентес. Административный центр одноименного департамента.
Расположен в Междуречье Аргентины на западном берегу реки Уругвай, близ места впадения в неё реки Куараи, на границе с Бразилией и Аргентиной, напротив г. Белья-Уньон (Уругвай) и северо-восточнее бразильского города Барра-ду-Куараи, примерно в 396 км к юго-востоку от столицы провинции г. Корриентес, в 640 км к северу от Буэнос-Айреса.
Население в 2010 году составляло 23470 человек.

## История
Основан 5 октября 1829 года, статус города получил в феврале 1855 года.

## Экономика
Развито сельскохозяйственное производство. Выращиваются рис, соя, маниока, цитрусовые, ведётся садоводство. Переработка сельхозпродукции, производство соков, мясных товаров, текстиля.

## Достопримечательности
- Памятник Колумбу
- Термальный аквапарк
- Крест в память о погибших в время Фолклендской войны

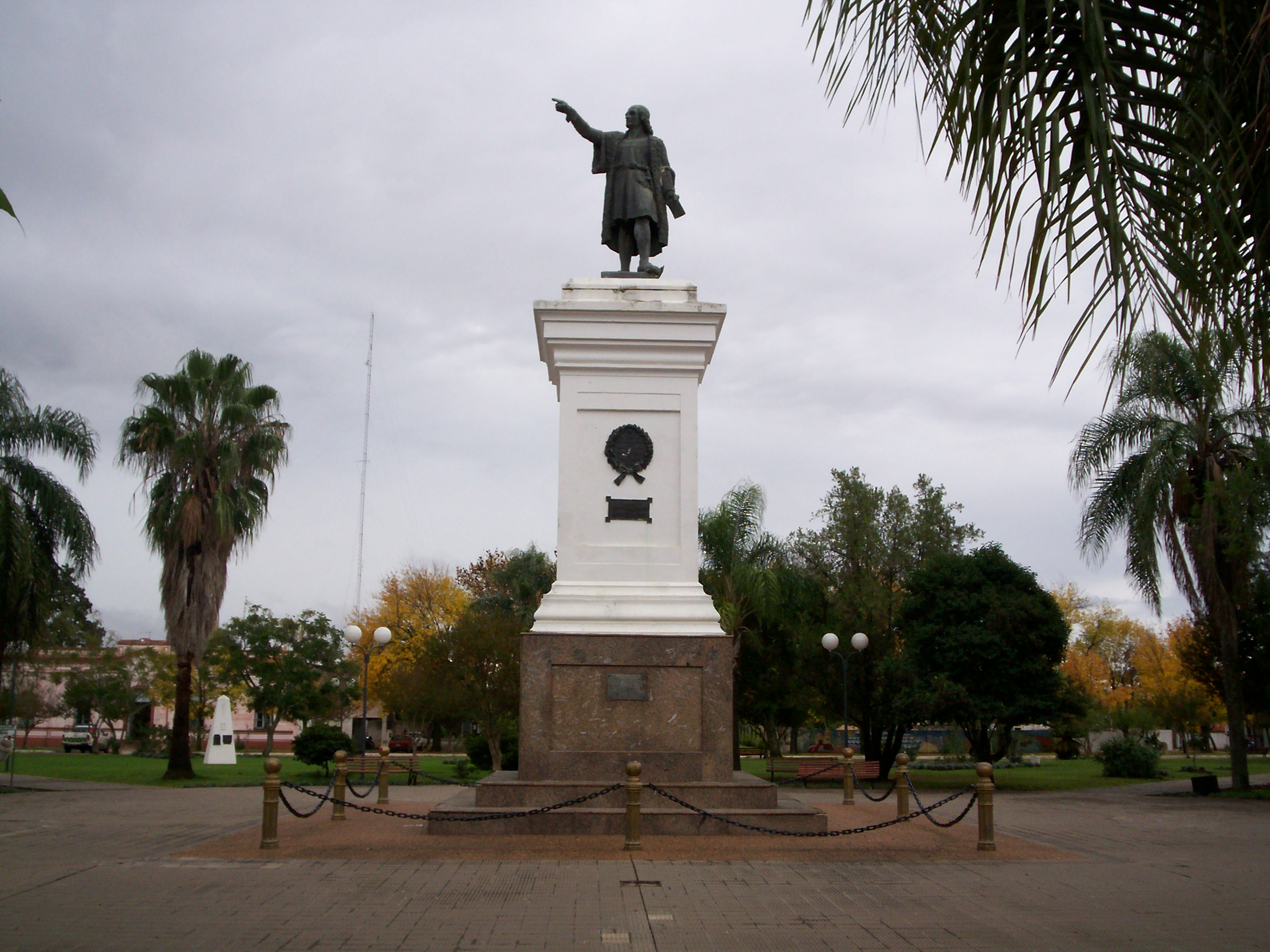
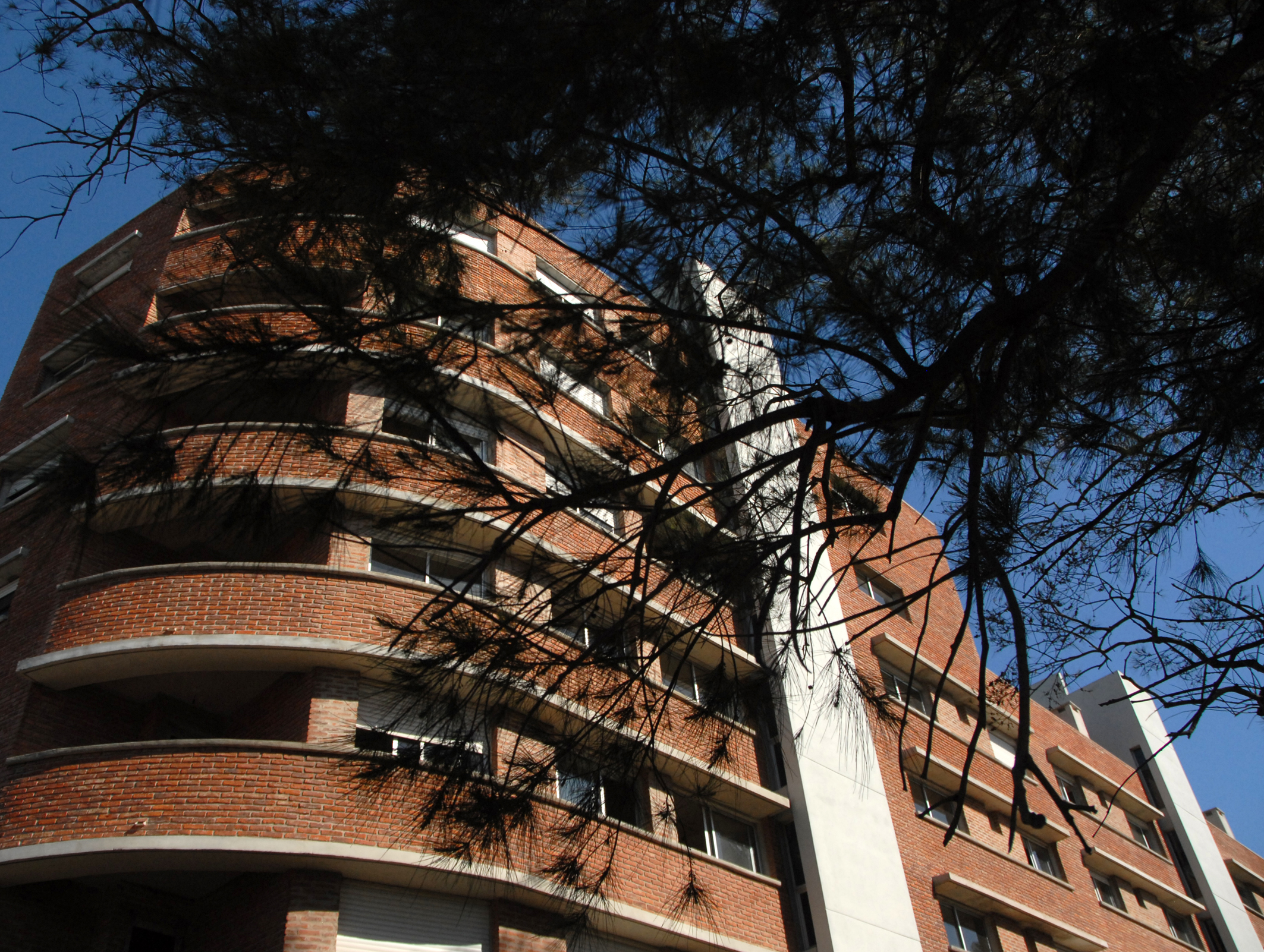
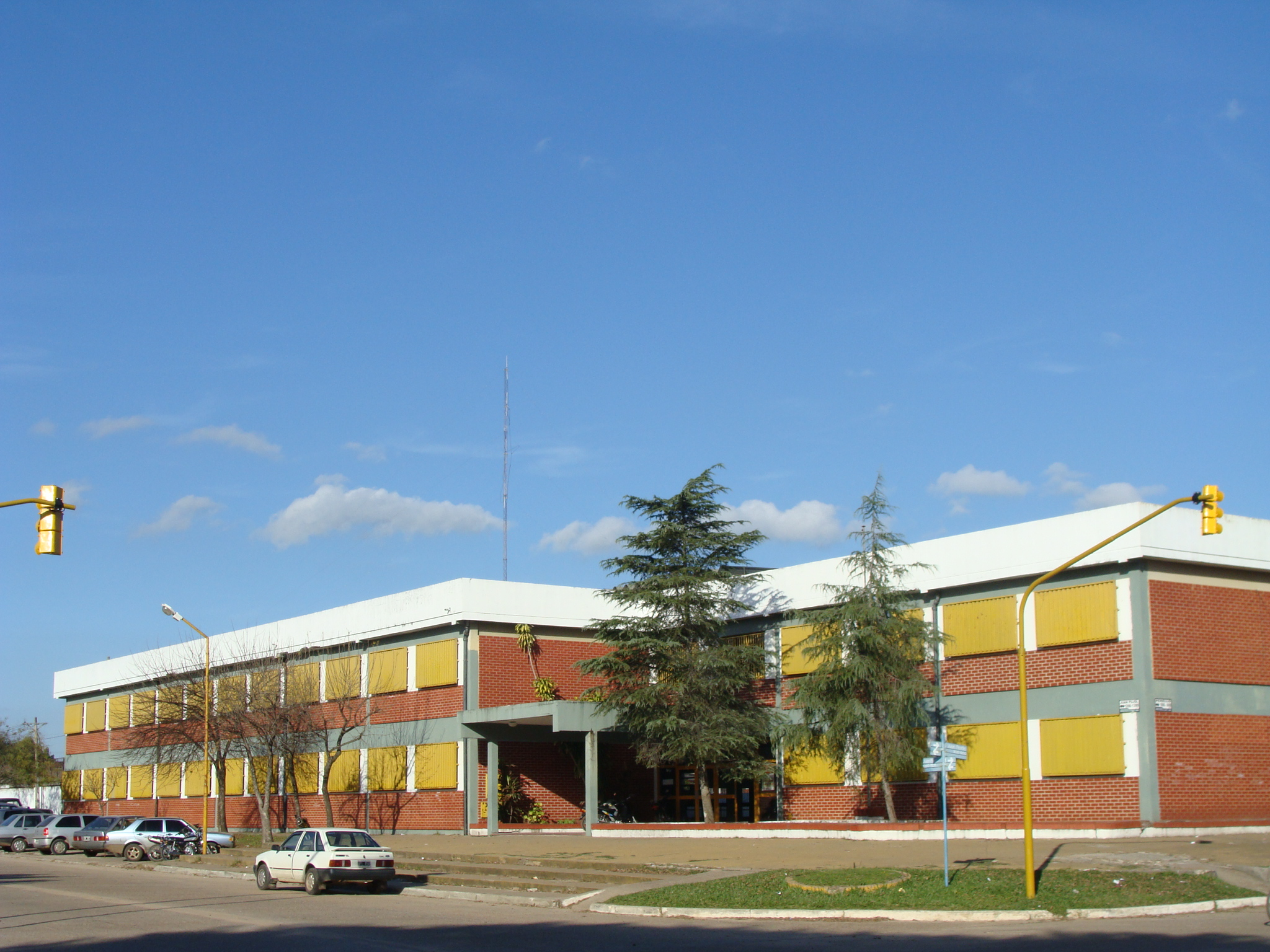
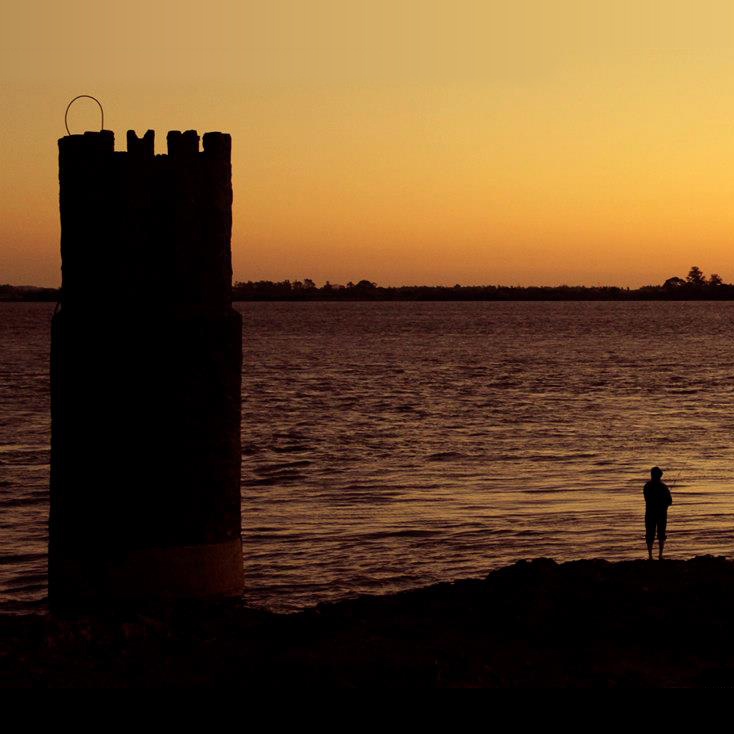